# چوی گیو-جین
چوی گیو جین (به کره‌ای: 최 규진) (زادهٔ ۲۸ ژوئن ۱۹۸۵) او کشتی‌گیر اهل کره جنوبی در دستهٔ ۵۵ ک‌گ کشتی فرنگی است. از افتخارات وی می‌توان به کسب دو مدال نقره کشتی فرنگی مسابقات قهرمانی کشتی جهان ۲۰۱۳ و مسابقات قهرمانی کشتی جهان ۲۰۱۰ اشاره کرد. وی در سال ۲۰۱۲ میلادی در المپیک لندن در وزن ۵۵ کیلو حاضر بود که در دیدار رده بندی با شکست مقابل مینیگیان سمنف روسی از گردونه رقابت‌ها حذف شد.